# 列卡度·華斯迪
列卡度·華斯迪（葡萄牙語：Ricardo Vaz Tê，1986年10月1日—），葡萄牙足球運動員，司職前鋒，現時效力葡超球會樸迪莫倫斯。

## 生平
2003年華斯迪免費加盟保頓，期間受到傷患困擾而多為作為後備，於2010年夏季遭球隊棄用。。他加盟希超球會帕尼奥尼奥斯，簽約三年，但不足6個月雙方協議解約。他前赴蘇格蘭接受喜百年試訓，獲提供一紙直到球季結束的短期合約。
2011年夏季華斯迪重返英格蘭加盟英冠球會班士利，簽約一年。10月18日，華斯迪射入加盟球队后的第一粒入球，帮助班士利2比0击败般尼。12月6日，他在和水晶宫的比赛开赛8.5秒即取得入球，创造了班士利队史最快入球纪录。
2012年1月1日，有消息称表现出色的華斯迪拒绝和班士利续约。  1月31日，他转会加盟英冠领头羊韋斯咸，转会费没有透露，双方签订了一份2年半的合同，韋斯咸拥有第三年的优先签约权。2月3日，他在韋斯咸2比1击败米尔沃尔的东伦敦德比最后时刻入替出场，第一次代表韋斯咸在正式比赛中亮相。
2017年7月加入中超球队河南建业。

## 外部連結
- 足球数据库：華斯迪的球员统计数据